# Isleta
Isleta est un village Tiwa (tribu Pueblo) de langue Tanoanes du comté de Bernalillo au Nouveau-Mexique, États-Unis. Il est habité depuis le XIVe siècle.

## Géographie
Isleta est situé sur la rive gauche du Rio Grande à environ 20 kilomètres au sud d'Albuquerque. Il est adjacent au pueblo de Laguna de langue Keresan.

## Histoire
Le nom Isleta veut dire « petite île » en espagnol. Le nom indien est Shiewhibak qui signifie « couteau posé sur le sol pour jouer au whib (course à pied traditionnelle) ».
La mission espagnole de San Agustin de la Isleta fut bâtie en 1612 par les franciscains.
Durant la grande révolte de 1680, une partie des habitants partirent se réfugier dans les réserves Hopis de l'Arizona, d'autres suivirent la retraite des espagnols vers El Paso au Texas. Après la rébellion, de nombreux Isletans revinrent mariés à des femmes Hopis.
Le 28 décembre 1891, le missionnaire Anton Docher arrive à Isleta où il servit durant 34 années, de 1891 à 1925. Il y lia des liens très fort avec les indiens, et rencontra des personnages tels que Charles Fletcher Lummis, Adolph Bandelier ou Pablo Abeita, avec qui il devint ami.
Le 26 octobre 1919, le roi de Belgique Albert Ier, en visite officielle aux États-Unis, fit un détour par Isleta Pueblo où il décora de l'ordre de Léopold le gouverneur Pablo Abeita ainsi qu'Anton Docher. Ce dernier lui offrit en retour de la part des indiens d'Isleta, une croix en argent et turquoise, ainsi qu'une épée d'argent confectionnées par les Tiwas. 10 000 personnes assistèrent à ces cérémonies.

## Culture traditionnelle
Bien que catholiques à 63 %, les Indiens d'Isleta ont gardé plus qu'ailleurs les traditions qu'ils perpétuent depuis des siècles.
Le culte des Kachinas, bien qu'introduit plus tardivement par le peuple Laguna à Isleta, a encore lieu de nos jours.
Dans un intéressant article ethnographique publié dans The Santa Fé Magazine, Anton Docher décrit avec précision la vie du pueblo au début du XXe siècle. Un Cacique est nommé à vie et a un total pouvoir sur ses sujets. Un gouverneur est élu annuellement, il est juge dans les affaires civiles (les crimes sont du ressort de la cour du district). Un capitaine de guerre est chargé des cérémonies et danses, comme la « danse des rois » en janvier, la « danse de la tortue » en février...